# Eugene Kusielewicz

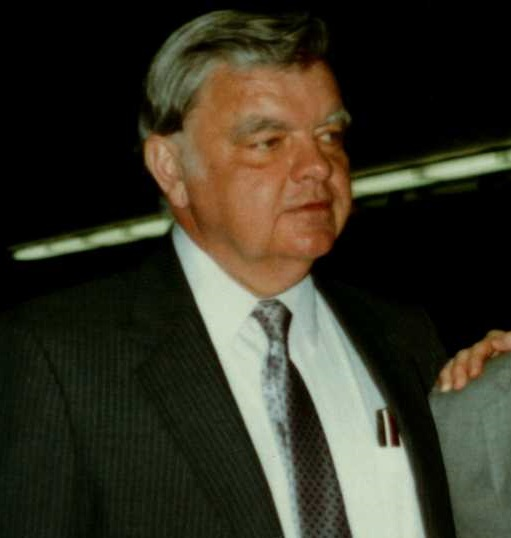
Eugene Kusielewicz

Eugene Francis Vincent Kusielewicz (ur. 12 października 1930 w Nowym Jorku, zm. 10 grudnia 1996) – amerykański historyk oraz działacz polonijny.

## Życiorys
Studiował historię w Fordham University. Doktorat o temacie The Teschen Question at the Paris Peace Conference. A Re-examination in the Light of Materials in the Archives of the United States napisany u Oskara Haleckiego i Rossa J.S. Hoffmana obronił w 1963 roku. Następnie został profesorem uniwersytetu w Nowym Jorku. W latach 1970–1980 był prezesem Fundacji Kościuszkowskiej.

## Wybrane publikacje
- A Bibliography of English Works on East Central European History, comp. Eugene Kusielewicz, 1959.
- A Tribute to Stephen P. Mizwa, Ed. Eugene Kusielewicz, New York: Czas Publishing Co., Inc., 1972.
- Reflections on the Cultural Condition of the Polish American Community. Remarks prepared for the convocation of Polish American scholars held at Alliance College, Cambridge Springs, Pa., June 27-28, 1969. New York: Czas Publishing Co., Inc., 1969. excerpts repr. in Frank Renkiewicz, ed., The Poles in America, 1608-1972: A Chronology & Fact Book (Dobbs Ferry, NY: Oceana Publications, Inc., 1973.
- The Meaning of Poland's Millennium, Wilkes-Barre, PA: Polish Union of the United States of North America 1966.
- The Polish Millennium, PMC Colleges and the Delaware County University Club (a Polish Heritage Club) commemorate the Polish millennium with an exhibition. Catalogue of the exhibit. 1967.
- The Polish Millennium. Third Federal Savings and Loan Association of Cleveland commemorates the Polish millennium with an exhibition of award winning oils and water-colors on Polish themes entered in the Kosciuszko Foundation National Competition.... Catalogue of the exhibit., Cleveland 1966.

## Publikacje w języku polskim
- Polonia amerykańska. Przeszłość i współczesność, red. Hieronim Kubiak, Eugeniusz Kusielewicz i Tadeusz V. Gromada, Wrocław - Kraków: Zakład Narodowy im. Ossolińskich 1988.
- Polski wkład do literatury i sztuki w Ameryce. Wprowadzenie [w:] Polonia amerykańska. Przeszłość i współczesność, pod red. Hieronima Kubiaka, Eugeniusza Kusielewicza i Tadeusza Gromady, Wrocław - Kraków: Zakład Narodowy im. Ossolińskich 1988.
- Polonia Stanów Zjednoczonych Ameryki 110-1918. Wybór dokumentów, wyboru dokonali Marian Marek Drozdowski, Eugeniusz Kusielewicz, wstęp i oprac. Marian Marek Drozdowski, tł. tekstów ang. Stanisław Tarnowski, Warszawa: Ludowa Spółdzielnia Wydawnicza 1989.